# Hans-Peter Briegel
Hans-Peter Briegel (Rodenbach, 11 de outubro de 1955) é um ex-futebolista e treinador alemão.

## Carreira

### Kaiserslautern
Jogador de grande vigor físico e determinação, que chegou a ser atleta do decatlo quando jovem. Lançado pelo técnico Erich Ribbeck no Kaiserslautern, atuou tanto como zagueiro como volante.

### Verona
Negociado com o modesto Hellas Verona da Itália, em 1984. Em sua temporada de estreia, liderou a equipe ao primeiro e único título italiano de sua história.

### Sampdoria
Em 1986 transferiu-se para a Sampdoria onde viria encerrar a carreira dois anos depois.

## Seleção
Titular da seleção da Alemanha Ocidental nas copas de 1982 e 1986.
Já desempenhou a função de treinador e diretor técnico.

## Títulos

### Clubes
Verona
- Serie A: 1984–85

Sampdoria
- Coppa Italia: 1987–88

### Internacional
Alemanha
- Euro 1980